# Кулёв, Анатолий Фёдорович
Анатолий Фёдорович Кулёв (1932—1994) — советский хоккеист с мячом.

## Биография
А. Ф. Кулёв начал играть в хоккей с мячом в 1946 году в школе «Красной зари». «Красная заря» и стала первой его командой.
После четырёх сезонов он попробовал свои силы в Петрозаводске и Перово.
Два сезона провёл в ленинградской «Светлане».
В 1960 году получил приглашение в Краснотурьинск, где исполнял обязанности старшего тренера.
В 1962 году вернулся в Ленинград, где выступало «Динамо», получившее путёвку в высшую лигу.
После расформирования команды вместе с большим количеством игроков переехал в Мончегорск.
Последние два сезона (1970-72) выступал в Ленинграде в своей первой команде — «Энергии».
За годы карьеры в высшей лиге провёл около 230 игр, забив 76 мячей.
В 1958 году был бронзовым призёром Спартакиады народов РСФСР.